# Chuchuhuasi (licor)
El chuchuhuasi o chuchuwasi es un tipo de bebida alcohólica basada en la maceración de la corteza de algunas especies de los árboles del género Monteverdia spp. (llamados chuchuwasi) en aguardiente de caña. La bebida, un extracto hidroalcohólico, es utilizada por sus propiedades medicinales. Es una bebida consumida en Perú y Bolivia.

### Plantas
En Perú se denomina chuchuwasi a las siguientes especies: Monteverdia macrocarpa, Monteverdia krukovii y Monteverdia laevis.